# Pneophyllum limitatum
Pneophyllum limitatum (Foslie) Y.M. Chamberlain, 1983 é o nome botânico de uma espécie de algas vermelhas pluricelulares do gênero Pneophyllum, família Corallinaceae, subfamília Mastophoroideae.
- São algas marinhas encontradas na Europa.

## Sinonímia
- Melobesia lejolisii f. limitata Foslie, 1905
- Melobesia limitata (Foslie) Rosenvinge, 1917
- Fosliella limitata (Foslie) Ganesan, 1963
- Heteroderma limitata (Foslie) Adey, 1970